# Lutgarda de Luxemburg
Lutgarda de Luxemburg (Liutgardis, Liutgarda, Lutgard) (n. 955 – d. cca. 1005 sau posibil mai târziu) a fost o nobilă luxemburgheză.
Lutgarda era fiică a lui Siegfried, primul conte de Luxemburg cu Hedwiga de Nordgau. Sora sa era Cunigunda de Luxemburg.
Ea a fost căsătorită cu contele Arnulf de Olanda, cu care a avut trei copii:
- Dirk, succesor în Comitatul de Olanda, față de care a activat ca regentă după 993
- Siegfried (n. 985–d. 1030), căsătorit cu Thetburga (n. 985)
- Adelina

Fiind cumnată a împăratului Henric al II-lea, Lutgarda s-a bucurat de o considerabilă influență. Cu sprijinul lui Henric, ea a reușit să păstreze comitatul de Olanda pentru fiul ei, Dirk al III-lea.
În 20 septembrie 993 Liutgarda și-a donat proprietățile din Rügge către abația Sfântului Petru din Gent, pentru sufletul soțului ei. Potrivit cronicii lui Thietmar de Merseburg, este posibil ca în iunie 1005 ea să fi încheiat pace cu frizonii, ca urmare a medierii împăratului Henric.
Data decesului Lutgardei nu este limpede, din cauza neclarității surselor, inclusiv a Annales Egmundani. Aceasta ar putea fi 1005 sau chiar mai târziu. Ea a fost înmormântată în Egmont.